# 第二次楊廷和內閣
第二次楊廷和內閣成立於正德十二年十一月十五日（1517年11月28日），結束於嘉靖三年二月十一日（1524年3月15日）。是明武宗統治下的最後一個內閣，亦是明世宗統治下的第一個內閣，由在家鄉守喪期滿的前任首輔楊廷和奉召返京組閣。
正德十六年三月十四日（1521年4月20日），武宗在豹房駕崩，由於沒有子嗣，內閣援引《皇明祖训》選立皇位繼承人：武宗唯一的弟弟蔚悼王朱厚炜早殤，明孝宗絕嗣；上推至明憲宗家系，孝宗兩兄（無名皇長子、悼恭太子朱祐极）無子即逝，四弟興獻王朱祐杬逝於正德十六年（1519年），其長子岳懷王朱厚熙早殤，次子為嗣位興王朱厚熜。楊廷和遂按「兄終弟及」的原則徵召朱厚熜出任皇帝，朱厚熜於同年四月二十二日（5月27日）入京即位，是為世宗。
嘉靖三年二月十一日（1524年3月15日），楊廷和在大禮議之爭中失利，請辭獲准；同日由次輔蔣冕繼任內閣首輔。

## 內閣成員
| 職位         | 姓名   | 備注                                                       |
| ------------ | ------ | ---------------------------------------------------------- |
| 首輔         | 楊廷和 |                                                            |
| 次輔         | 梁儲   | 梁儲內閣續任，正德十六年（1521年）辭職                     |
| 次輔         | 蔣冕   | 梁儲內閣續任，本為武英殿大學士，正德十六年晉升謹身殿大學士 |
| 文淵閣大學士 | 毛紀   | 梁儲內閣續任，正德十六年晉升武英殿大學士                   |
| 文淵閣大學士 | 袁宗皐 | 正德十六年入閣，同年逝世                                   |
| 大學士       | 費宏   | 第一次楊廷和內閣期間離職，正德十六年復職                   |

## 內閣大事記錄

### 武宗時期
武宗在位期間，將大半心力投注於南征北討，與主張勤修內政的楊廷和內閣多有牴觸：

1.正德十三年（1518年）七月，武宗以邊疆多有警報為由，自命“總督軍務、威武大將軍、總兵官朱壽”統領六師前往征討，以將領江彬、許泰備兵偕同北出塞外，令內閣草擬詔書。內閣大臣均認為不可，武宗遂再在左順門召集百官面諭。楊廷和、蔣冕告病不去，梁儲、毛紀則哭泣地進諫，眾位大臣聽後亦大哭，武宗仍然不收回成命。之後毛紀亦因借病不上朝，惟梁儲堅持進諫數日，武宗亦不聽從。九月十六日（10月20日），武宗以大將軍“朱壽”肅清邊境，自行加封為鎮國公，梁儲、毛紀進言反對，武宗不報批准，隨後遊歷宣府、大同，直至延綏。梁儲屢次上疏，均不予省察。

2.正德十四年（1519年）六月，寧王朱宸濠在南昌起兵造反，迅速攻占南康、九江，并计划出兵攻取南京，进而北上入朝監國。南贛巡撫王守仁、吉安知府伍文定募兵勤王，於同年七月二十六日（8月20日）殲滅叛軍並生擒朱宸濠。武宗為肅清寧王餘黨，遂決意親自視察長江一帶，令梁儲、蔣冕隨行，楊廷和、毛紀留守京師主持政務，展開將近兩年的南巡。同年十二月，武宗在南京受朱宸濠降，之後仍不願回朝，繼續巡幸江浙地區，梁、蔣二人於是在行宮門前長跪上疏，請武宗早日班師回朝，武宗在處死朱宸濠後，最終於次年十二月十日（1521年1月18日）返京主政。

### 世宗時期
世宗即位之初，由於自旁系入繼大統，尚不知如何運用皇權行事，朝政多委由楊廷和內閣處理。楊廷和改革吏治，节省浪费，清除宦官，頗有建树。然而，世宗在尊奉親生父母的禮節上與楊廷和意見相左，導致楊廷和內閣終究失勢垮台：

1.正德十六年四月二十七日（1521年6月1日），世宗下令群臣议定及生父朱祐杬的主祀及封号。以杨廷和为首的朝中大臣認為世宗既然是由小宗入繼大宗，就應該尊奉正統，要以孝宗为皇考（宗法上的父親），興獻王改称“皇叔考兴献大王”，母妃蔣氏为“皇叔母兴国大妃”，祭祀时对其亲生父母自称“侄皇帝”，另以益王次子崇仁王朱厚炫为兴献王之嗣，主奉兴王之祀。世宗認為此舉等同於背棄親生父母，無法接受朝臣的提議，雙方陷入僵局。七月三日（8月4日），新科進士張璁上《大禮疏》，認為世宗即位是繼承皇統，而非繼承皇嗣，建議世宗仍以生父為考，在北京別立興獻王廟。世宗見此奏章後表示贊同，然而張璁人單勢孤，難以動眾，世宗唯有先行妥協。但在奉迎生母蔣妃入京的禮儀上，世宗堅持行以迎皇太后之禮，遭到楊廷和反對後，表示願意辭位，奉母返回安陸，楊廷和只得讓步。同年十月，世宗尊父親為「興獻帝」，母親為「興獻后」，並以太后禮迎母親入宮。

2.嘉靖元年正月，清寧宮發生火災，楊廷和內閣藉此宣稱世宗尊父母為帝后，使得祖宗難容、五行失序，世宗只得暫稱孝宗為皇考，孝宗皇后為聖母，興獻帝、興獻后為「本生父母」。次年十一月，時任南京刑部主事的張璁與同僚桂萼重提舊議，奏請世宗正式奉興獻帝為皇考，獲得南京兵部右侍郎席書、吏部員外郎方獻夫等人支持，朝廷遂正式分化為以孝宗為皇考的「衛禮派」（楊廷和為首）與以興獻帝為皇考的「議禮派」（張璁為首）。世宗依從議禮派的主張，定於隔年重議興獻帝地位及尊號，楊廷和堅持原議，只得致仕歸鄉。